# 다카야나기정
다카야나기정(高柳町)은 니가타현 가리와군에 설치되었던 정이다. 가시와자키시로의 통근율은 17.5%, 2005년 1월 1일에 니시야마정과 함께 가시와자키시에 편입 합병했기 때문에 소멸했다.
구 다카야나기 정 구역에는 다카야나기 정(高柳町)이라는 이름의 지역 자치구가 설치되어 있다.

## 역사
- 1889년 4월 1일 - 정촌제 시행과 함께 오카다촌, 오카노마치촌, 다카오촌, 우루시지마촌, 오기노시마촌, 가도이데촌, 도치가하라촌, 야마나카촌이 성립하였다.
- 1901년 11월 1일 - 오카다촌, 오카노마치촌, 다카오촌, 우루시지마촌, 오기노시마촌, 가도이데촌, 도치가하라촌, 야마나카촌이 합병해  다카야나기촌이 되었다.
- 1955년 4월 1일 - 이시구로촌을 편입하였다.
- 2005년 5월 1일 - 니시야마정과 함께 가시와자키시에 편입해  가시와자키시 다카야나기초가 되었다.

## 교통

### 도로
- 국도 252호선
- 국도 353호선